# Historia de los judíos en Portugal
La historia de los judíos en Portugal está directamente relacionada con la del pueblo sefardí, una división que representa a las comunidades que se originaron en la península ibérica (actuales Portugal y España).

## Historia

### Antes de Portugal
Ha habido poblaciones judías en Portugal desde mucho antes de que se estableciera como estado, en la época romana o incluso antes. Con la caída del Imperio romano, los judíos fueron perseguidos por los visigodos y otros reinos cristianos que controlaban la zona por aquel entonces.
En el año 711 d. C., la conquista musulmana de la península ibérica fue vista por muchos judíos como una liberación y marcó el inicio de lo que se conocería como la época dorada de la cultura judía en la península ibérica; incluso aunque los judíos, así como los cristianos (los mozárabes del rito visigodo) fuesen considerados Dhimmi bajo las normas musulmanas y tuviesen que pagar una tasa especial.
Muy pronto, en el siglo VIII, los reinos cristianos de las zonas montañosas del norte de la península ibérica (Reino de Asturias) iniciaron una larga campaña militar contra Al-Ándalus, lo que se conoce como la Reconquista. Los cristianos usaban a los judíos, puesto que muchos sabían hablar árabe, para que ejerciesen como diplomáticos y como espías en una campaña que duró siglos.

### Portugal

Mapa de las expulsiones de judíos en Europa entre 1100 y 1600. En violeta la expulsión de judíos de Portugal.

El rey Alfonso I de Portugal le otorgó a Yahia Ben Yahi III el puesto de supervisor de recaudación de impuestos y lo nombró el primer jefe rabino de Portugal (un título que hasta entonces solo podía ostentar el rey de Portugal). El rey Sancho I de Portugal continuó con la política de su padre y nombró a Jose Ben Yahi, nieto de Yahi Ben Yahi, ayudante principal del reino. El clero, sin embargo, recordó las restricciones del Cuarto concilio de Letrán, lo que provocó que se presionase mucho a los judíos durante la época del rey Dionisio I de Portugal, pero el monarca adoptó una posición conciliadora.
Hasta el siglo XV, algunos judíos ocupaban puestos de gran importancia en la vida política y económica de Portugal. Así, Isaac Abrabanel fue el tesorero del rey Alfonso V de Portugal. Muchos de ellos también tuvieron un papel muy activo dentro de la cultura portuguesa y mantuvieron su reputación de diplomados y mercaderes. En aquella época, Lisboa y Évora eran un enclave importante para las comunidades judías.

### Expulsión de Portugal
En 1497, bajo la presión de la vecina Monarquía Hispánica, de la Iglesia católica y de sectores de la sociedad portuguesa, el rey Manuel I de Portugal decretó que todos los judíos debían convertirse al cristianismo o abandonar el país. Este edicto marcó el inicio de un periodo de persecución, que incluyó episodios como la Masacre de Lisboa de 1506, en la que fueron asesinadas alrededor de 5 000 personas, la deportación forzosa de judíos a Santo Tomé y Príncipe —donde aún existe presencia de descendientes— y, posteriormente, el establecimiento de la Inquisición portuguesa en 1536.
La Inquisición celebró su primer auto de fe en 1540. Siguiendo el modelo de la Inquisición española, centró sus esfuerzos en la persecución de conversos —también llamados cristianos nuevos, marranos o criptojudíos— acusados de mantener en secreto prácticas religiosas judías. Su jurisdicción se extendió más allá de Portugal, alcanzando territorios del Imperio portugués como Brasil, Cabo Verde y Goa. Según Henry Charles Lea, entre 1540 y 1794 los tribunales de Lisboa, Porto, Coímbra y Évora ejecutaron a 1 175 personas, quemaron en efigie a 633 y obligaron a 29 590 a realizar penitencia. La desaparición de la documentación de, al menos, quince autos de fe celebrados entre 1580 y 1640 —cuando Portugal estuvo bajo la Casa de Austria— impide conocer las cifras exactas, que podrían ser superiores. La institución fue abolida en 1821 por las Cortes portuguesas.
Miles de judíos portugueses emigraron de forma gradual hacia Ámsterdam, Tesalónica, Constantinopla (Estambul), Francia, Marruecos, Brasil, Curazao y las Antillas Neerlandesas. En varios de estos destinos dejaron una huella cultural y lingüística, como el uso del ladino entre comunidades de Turquía, los dialectos de base portuguesa en las Antillas o la construcción de sinagogas de la comunidad de judíos españoles y portugueses, entre ellas la Esnoga de Ámsterdam.
Una parte de los judíos permaneció en Portugal, muchos de ellos convertidos formalmente al cristianismo pero practicando el judaísmo en secreto. Estos conversos vivían bajo vigilancia constante de la Inquisición y, con el tiempo, algunos abandonaron el país para regresar más tarde, cuando la práctica abierta de la fe judía ya era posible. Entre las familias que siguieron este camino se encuentra la de Baruch Spinoza.
Algunos grupos, como los judíos de Belmonte, optaron por mantener una comunidad cerrada y estrictamente observante en la clandestinidad. Esta comunidad, así como algunas familias aisladas, sobrevivió practicando la endogamia y con escaso contacto con el exterior. Solo en tiempos recientes han restablecido vínculos con la comunidad judía internacional y han comenzado a practicar su fe en una sinagoga pública con un rabino.
En el siglo XIX, familias de origen sefardí procedentes principalmente de Marruecos, como los Ruah y los Bensaude, regresaron a Portugal y se establecieron nuevamente en el país.